# Čajle
Čajle (makedonsky: Чајле, albánsky: Çajlë) je vesnice v Severní Makedonii. Nachází se v opštině Gostivar v Položském regionu. 

## Demografie
Podle sčítání lidu z roku 2021 žije ve vesnici 1 236 obyvatel. Etnickými skupinami jsou:
- Albánci – 1 161
- Makedonci – 3
- ostatní – 72

| Rok          | 1900 | 1948  | 1953  | 1961  | 1971  | 1981  | 1994  | 2002  | 2021  |
| ------------ | ---- | ----- | ----- | ----- | ----- | ----- | ----- | ----- | ----- |
| Obyvatelstvo | 549  | 1 224 | 1 448 | 1 681 | 2 061 | 3 166 | 2 674 | 3 070 | 1 161 |